# Augustinerkanonissen-Kloster Marienanger

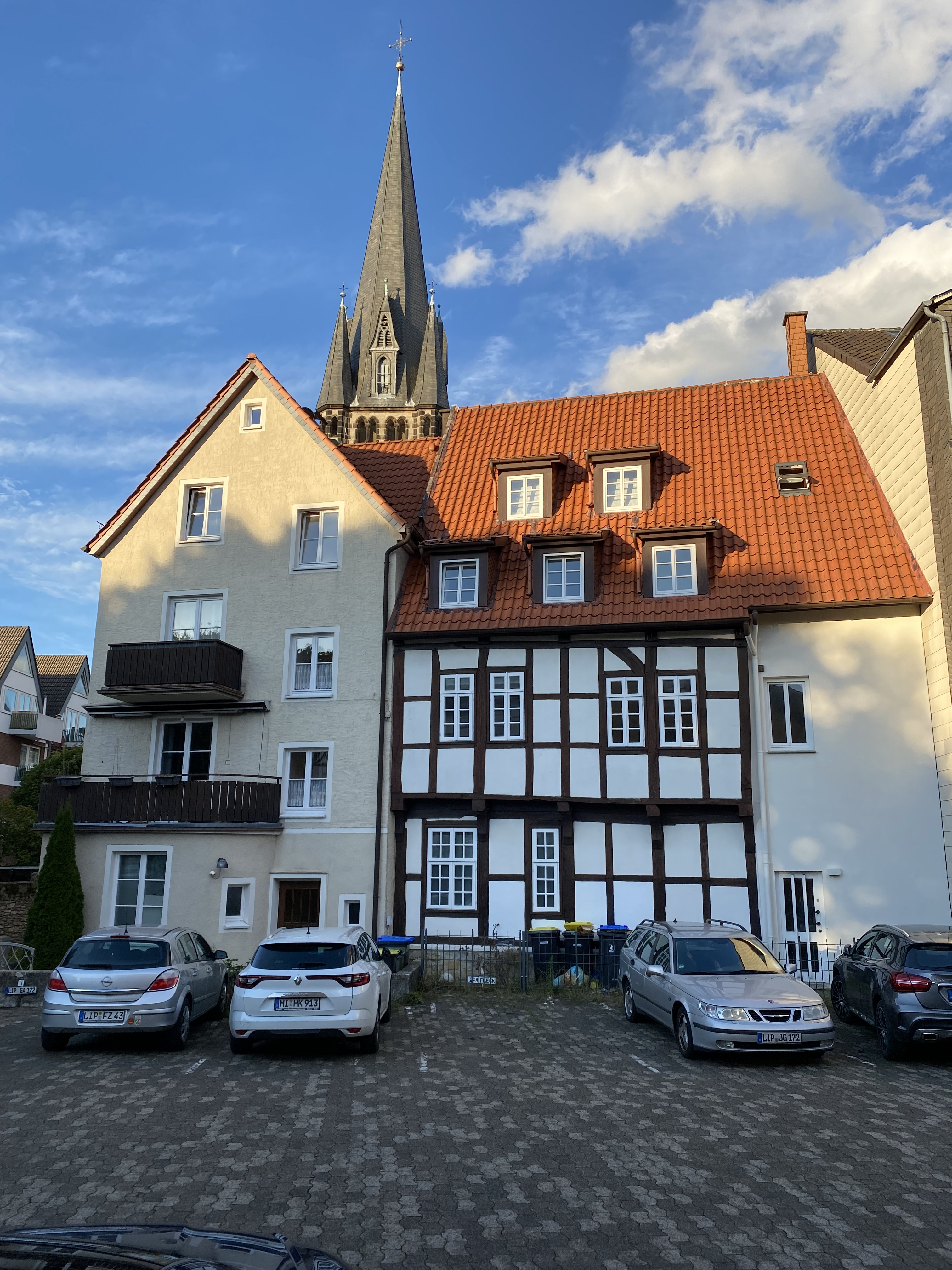
Klosterpforte Detmold, im Hintergrund der Turm der Martin-Luther-Kirche

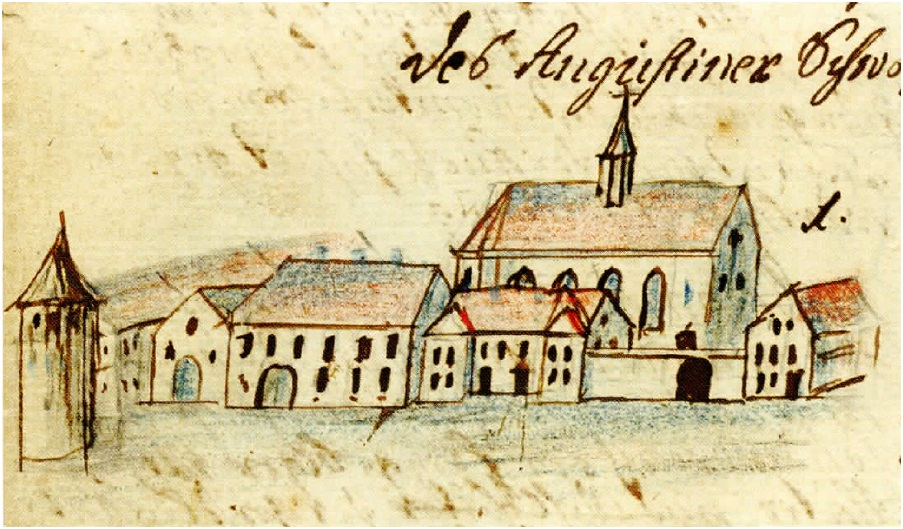
Klostergebäude um 1792, Zeichnung von Johann Ludwig Knoch

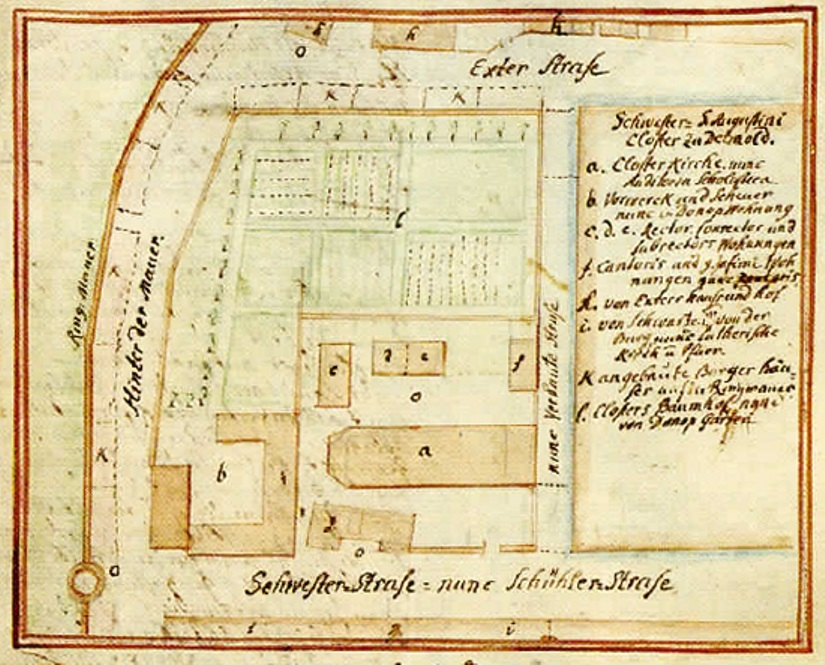
Grundriss um 1792, Zeichnung von Johann Ludwig Knoch (nach Süden ausgerichtet)

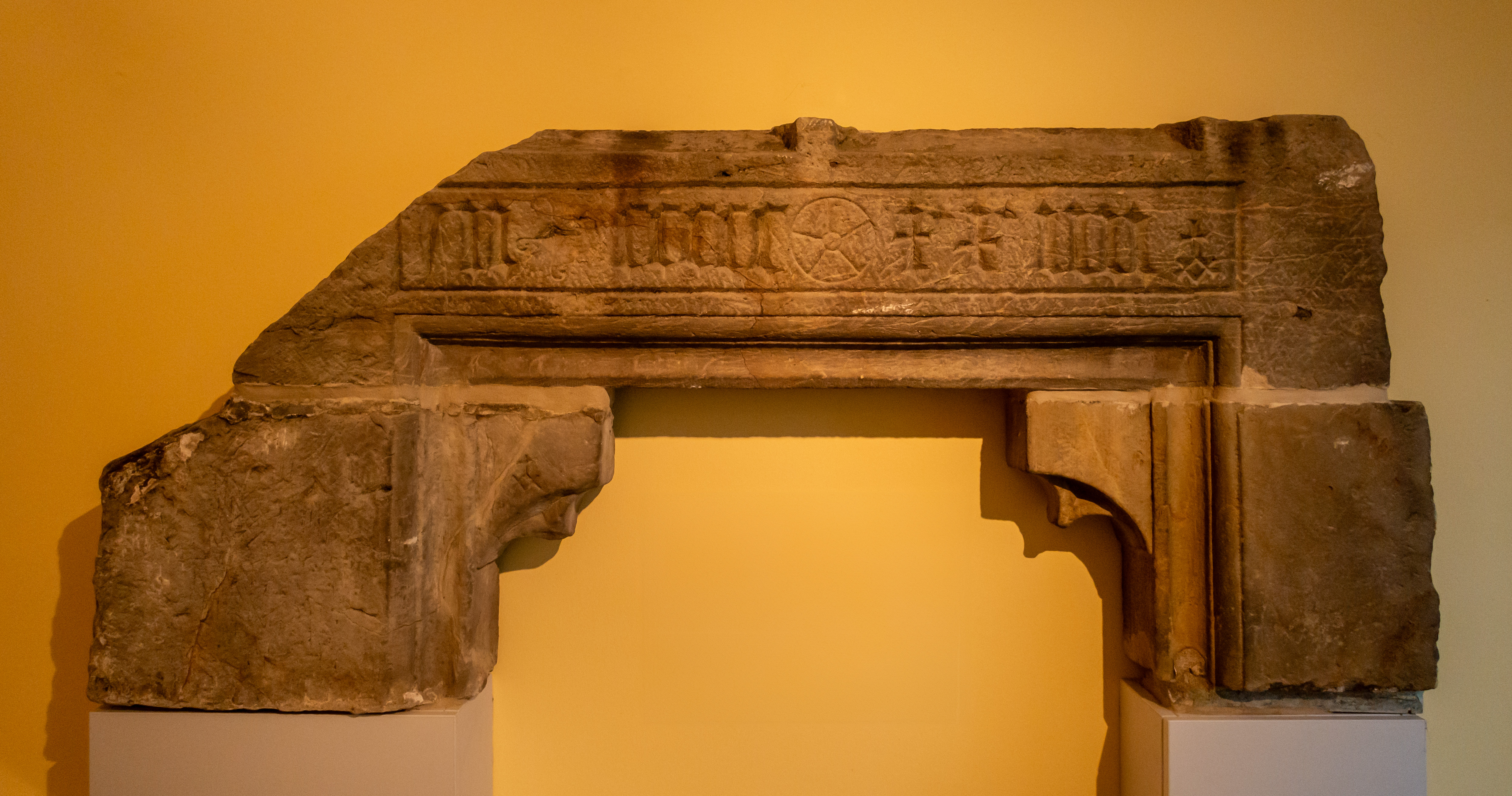
Erhaltener Türsturz im Lippischen Landesmuseum

Das Augustinerkanonissen-Kloster Marienanger war von 1453 bis 1577 ein Frauenkloster in Detmold im heutigen nordrhein-westfälischen Kreis Lippe. Seine spätgotische Klosterkirche wurde 1832 abgerissen. Heute steht noch ein Teil der Klosterpforte an der Schülerstraße in Detmold.

## Geschichte
Das Kloster in Detmold wurde 1453 in Detmold gegründet. Es war die Filiale des Schwesternhauses in Lemgo und stand auf einem ehemaligen Adelshof. Die geistliche Reformbewegung der devotio moderna prägte beide Häuser der Schwestern vom gemeinsamen Leben („Süsterhaus“). Das Kloster war mit landesherrlichen und städtischen Privilegien versehen. Die Augustinerregel wurde von den Detmolder Schwestern 1456/1459 angenommen. 1476 wurde das Detmolder Haus selbständig und in den Pfarr- und Diözesanverband integriert.  Der Konvent bestand aus bis zu 40 Frauen, die im Wesentlichen aus Detmold und dem näheren und weiteren Umland kamen. Eine Vorsteherin, genannt mater, leitete den Konvent. Ein Geistlicher, rector oder pater genannt, war für Beichte und Seelsorge zuständig. Durch Wollweberei und Tuchherstellung verfügte das Kloster über die Mittel, den Klosterbezirk zu erweitern, Bauten zu errichten und eine überschaubare klösterliche Grundherrschaft aufzubauen. Die landwirtschaftlichen Flächen des Klosters lagen überwiegend im Norden und Nordosten der Stadt um Hohenloh und Herberhausen. Durch die Reformation in Detmold dünnte der Konvent nach 1538 aus. Das Kloster verlor an Wirtschaftskraft und war seit 1560 gezwungen, Grundbesitz und Gebäude abzustoßen. 1577 hob Graf Simon VI. das Kloster auf. Die letzte Konventualin starb 1615. Die Konventsgebäude gingen danach in Privatbesitz über, wurden mehrfach umgebaut und dienten zuletzt als Pflegeheim und Lehrerseminar. Sie wurden 1890 abgerissen.
Die spätgotische Klosterkirche war ab 1602 das erste Schulgebäude des Gymnasium Leopoldinum und wurde in der Folge zu Bibliothekszwecken umgebaut. Ab dem 1. Januar 1721 diente sie der evangelisch-lutherischen Kirchengemeinde Detmold als Gottesdienstraum, bis am 1. Oktober 1741 die barocke Kirche auf der gegenüberliegenden Seite der Schülerstraße, der Vorgängerbau der neugotischen Martin-Luther-Kirche, eingeweiht werden konnte.
1832 wurde die Klosterkirche abgerissen.